# Криволапов Григорій Архипович
Григорій Архипович Криволапов (18 січня 1898 — 2 лютого 1982) — радянський військовик, Герой Радянського Союзу (1944).

## Біографія
Народився 18 січня 1898 року в селі Давидовка (зараз Притобольного району Курганської області у селянській родині. Росіянин. Закінчив церковно-приходську школу. У 1916 році був призваний на військову службу в імператоську армію. Закінчив школу унтер-офіцерів. Після Жовтневої революції повернувся в Курган, працював помічником машиніста в депо.
У Червоній Армії з 1918 року. Учасник Громадянської війни. Воював на Східному і Південному фронтах. Був командиром взводу, роти, батальйону. Був поранений при форсуванні Сиваша. У 1922 році закінчив курси командного складу в Харкові. Служив на командних посадах. З серпня 1939 року командував 427-м стрілецьким полком. Брав участь у радянсько-фінської війни 1939-40 років.
Учасник німецько-радянської війни з червня 1941 року. Воював на Карельському, 1-му, 3-му Українському, Південно-Західному і Забайкальському фронтах. У 1942 році він був призначений командиром 263-ї стрілецької дивізії.
У вересні 1943 року генерал-майор Г. А. Криволапов прийняв командування 25-ю гвардійською стрілецькою дивізією (8-ма армія, 3-й Український фронт).
Дивізія під командуванням гвардії генерал-майора Криволапова, розгромивши угруповання противника в районі Синельникове (Дніпропетровська область), 23 жовтня 1943 року першою підійшла до Дніпра і в ніч на 26 жовтня на підручних засобах форсувала річку у села Військове (Солонянський район). Прорвавши підготовлену оборону ворога, захопила плацдарм і утримувала його до підходу головних сил армії.
19 березня 1944 року за успішні дії дивізії під час форсування Дніпра, захоплення і утримання плацдарму на правому березі річки, гвардії генерал-майору Криволапову Григорію Архиповичу присвоєно звання Героя Радянського Союзу з врученням ордена Леніна і медалі «Золота Зірка» (№ 2514).
З 8 липня по 3 вересня 1945 генерал-майор Г. А. Криволапов командував 110-ю гвардійською стрілецькою дивізіэю. Брав участь у радянсько-японській війні 1945 року. Дивізія під командуванням гвардії генерал-майора Г. А. Криволапова брала участь у Хінгано-Мукденской наступальної операції, зробивши форсований марш через пустелі Монголії, хребет Великий Хінган і річку Ляохе, завдавши противнику значних втрат. У вересні 1945 року дивізія за бойові заслуги була удостоєна почесного найменування «Хінганська».
У 1945 році закінчив курси удосконалення офіцерського складу (КУОС) при Військовій академії Генерального штабу. Командував бригадою, дивізією. З 1946 року генерал-майор Г. А. Криволапов у запасі. Жив у місті Кургані. Помер 2 лютого 1982. Похований у Кургані, на кладовищі Рябково.

## Вшанування пам'яті
У Кургані ім'ям Григорія Архиповича Криволапова названа вулиця, на одному з будинків встановлена анотаційна дошка. Відкрита меморіальна дошка на будівлі гімназії № 30.